# 杉田愉
杉田 愉（すぎた さとる、1974年（昭和49年）10月29日 - ）は、日本の映画監督・脚本家、新潟産業大学客員講師。

## 来歴・人物
新潟県柏崎市出身。柏崎市立第二中学校、新潟県立柏崎高等学校を経て、中央大学文学部哲学科卒業。
2003年、第3回伊参スタジオ映画祭シナリオ大賞にて『貝ノ耳』が大賞を受賞、第9回函館港イルミナシオン映画祭シナリオ大賞にて『空の私と私の空』が準グランプリを受賞し注目を集める。
2004年、『貝ノ耳』（主演：鰐淵晴子、坂井昌三）がヴロツワフ国際映画祭にて審査委員長のアンジェイ・ズラウスキーから最優秀剣士賞を授与され、数多くの国際映画祭で招待上映、初監督作にしてグランプリを含む10冠の快挙に輝く。
2006年、『キユミの肘 サユルの膝』（主演：品田涼花、丸山桃子）がリスボン国際映画祭で日本人初となるRTPオンダ・クルタ賞を受賞。
2009年、『花に無理をさせる』（主演：丸山桃子、富永りつ子、品田涼花、甲斐真弓）がサンクトペテルブルク国際映画祭でワールドプレミア上映され、モナコ国際映画祭にて出演者の丸山桃子が最優秀助演女優賞を受賞。
2010年、『キユミの詩集 サユルの刺繍』（主演：丸山桃子、品田涼花）がアカデミー賞（映画芸術科学アカデミー）公認のウエスカ国際映画祭やモントリオール・ヌーヴォ国際映画祭をはじめ世界26カ国の50を超える映画祭で招待上映され現在まで12冠を達成。
若干のモノローグはあるものの台詞は皆無でいづれの作品にも春夏秋冬を盛り込み原色が鮮やかで映像詩的な作風が特徴。
初監督作を除きプロの俳優を使わず「今後は女性のみしか撮らない」と宣言するなど特異な作家である。
コンペティション部門での受賞率の高さも顕著である。

## 監督作品
- 貝ノ耳 (2004年)
- キユミの肘 サユルの膝 (2006年)
- 花に無理をさせる (2009年)
- キユミの詩集 サユルの刺繍 (2010年)

## 受賞・上映歴
『キユミの詩集 サユルの刺繍』
第64回サレルノ国際映画祭（イタリア）
第64回カンヌ国際映画祭（フランス）
第58回ベオグラード国際記録短編映画祭（セルビア）
第40回モントリオール・ヌーヴォ国際映画祭（カナダ）
第39回ウエスカ国際映画祭（スペイン）
第38回ブリュッセル国際映画祭（ベルギー）
第31回ミネアポリス・セントポール国際映画祭（アメリカ）
第30回ウルグアイ国際映画祭（ウルグアイ）
第21回サンクトペテルブルク国際記録短編映画祭（ロシア）
第28回ロサンゼルス・アジア・パシフィック映画祭（アメリカ）
第17回ブラッドフォード国際映画祭（イギリス）
第11回伊参スタジオ映画祭（日本）
第5回田辺・弁慶映画祭（日本)、他
第85回キネマ旬報ベストテン2011（日本）文化映画第28位
第56回シネ・ゴールデン・イーグル・アワード（アメリカ）金鷲賞
第44回ヒューストン国際映画祭（アメリカ）金賞（ゴールド・レミ・アワード賞）
第38回バイーア国際映画祭（ブラジル）銀犰狳賞（タトゥ・デ・プラッタ賞）
第21回映画祭TAMA CINEMA FORUM 第12回TAMA NEW WAVEコンペティション（日本）特別賞
第19回サンティアゴ国際短編映画祭（チリ）最優秀撮影賞（ベスト・シネマトグラファー賞）
第6回ハリウッド・リール・インディペンデント映画祭（アメリカ）最優秀実験映画賞（ベスト・エクスペリメンタル・フィルム賞）
第5回プルヴィカーダル国際記録短編映画祭（ボスニア・ヘルツェゴビナ）最高賞グランプリ(パヴレ・カラジョルジェヴィチ賞)、他
『花に無理をさせる』
第49回マルタ国際映画祭（マルタ）
第23回カステナリア国際青少年映画祭（スイス）
第18回サンクトペテルブルク国際映画祭（ロシア）
第18回ダマスカス国際映画祭（シリア）
第9回エヴォラ国際短編映画祭（ポルトガル）
第13回パトラ国際映画祭（ギリシャ）　
第9回イルペン映画祭（ウクライナ）
第28回富士町古湯映画祭（日本）
第16回長岡アジア映画祭（日本）、他
第 8回モナコ国際映画祭（モナコ公国） 最優秀助演女優賞【丸山桃子】
『キユミの肘 サユルの膝』
第26回ルイ・ヴィトン・ハワイ国際映画祭（アメリカ）
第25回ウルグアイ国際映画祭（ウルグアイ）
第16回ブリスベン国際映画祭（オーストラリア）
第16回アリゾナ国際映画祭（アメリカ）
第15回シネレール国際映画祭（フランス）
第10回上海国際映画祭（中国）
第10回ザンジバル国際映画祭（タンザニア）
第13回函館港イルミナシオン映画祭（日本）
第9回小津安二郎記念蓼科高原映画祭・短編映画コンクール（日本）、他
第4回リスボン国際映画祭（ポルトガル）RTPオンダ・クルタ賞
第49回ロチェスター国際映画祭（アメリカ）審査員奨励賞、他
『貝ノ耳』
第62回ベネチア国際映画祭（イタリア）
第22回ボゴタ国際映画祭（コロンビア）
第24回アゾロ国際芸術映画祭（イタリア）
第10回ケーララ国際映画祭（インド）
第10回ポルトベロ映画祭（イギリス）
第9回ロードアイランド国際映画祭（アメリカ）
第3回ウラジオストク国際映画祭（ロシア）
第21回イメージフォーラムフェスティバル（日本）
第18回にいがた国際映画祭（日本）、他
ヴロツワフ国際映画祭（ポーランド）最優秀剣士賞
パープルバイオレット映画祭（アメリカ）最高賞グランプリ
アトランタ・アンダーグラウンド映画祭（アメリカ）最高賞グランプリ
かわさきデジタルショートフィルムフェスティバル（日本）優秀賞
プロボカートル国際映画祭（チェコ）審査員特別賞、他